# Amt Oldenburg-Land
Amt Oldenburg-Land – urząd w Niemczech w kraju związkowym Szlezwik-Holsztyn, w powiecie Ostholstein. Siedziba urzędu znajduje się w mieście Oldenburg in Holstein.
W skład urzędu wchodzi sześć gmin:
1. Göhl
2. Gremersdorf
3. Großenbrode
4. Heringsdorf
5. Neukirchen
6. Wangels